# Adolf Warchalowski

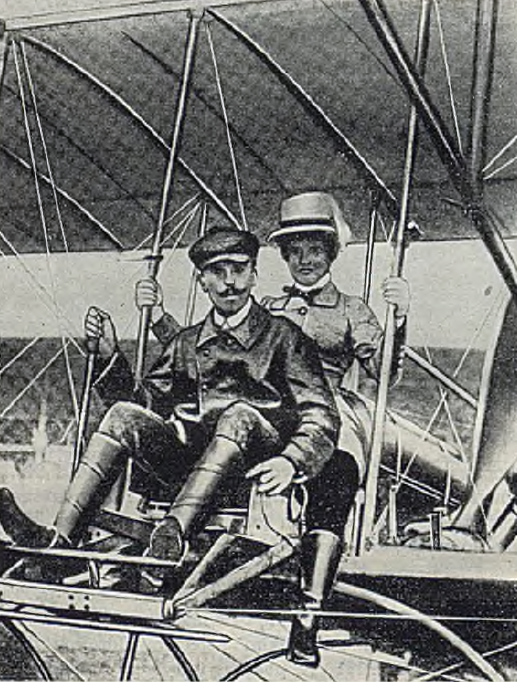
Adolf Warchalowski vor dem Start

Adolf Warchalowski (* 22. Mai 1886 in Wien; † 22. Mai 1928 in Wien) war ein österreichischer Luftfahrtpionier und Industrieller.
Warchalowski war der Inhaber des ersten Flugzeugführerdiploms, das vom österreichischen Aero Club verliehen wurde. Im Jänner 1910 brachte er einen Farman-Doppeldecker aus Paris nach Wiener Neustadt. Er verbesserte dieses Modell, bezeichnete es als Warchalowski „Vindobona“ und stellte mit ihm am 30. Oktober 1911 den Weltrekord für Dauerflugleistung mit drei Passagieren mit einer Flugzeit von 45 Minuten 46 Sekunden auf.
Nach dem Zweiten Weltkrieg produzierte die Firma Warchalowski von 1956 bis 1970 Traktoren. Im Jahr 1962 wurde in Wien-Donaustadt (22. Bezirk) die Warchalowskigasse nach Adolf Warchalowski benannt.